# 神奈川県道106号子母口綱島線
神奈川県道106号子母口綱島線（かながわけんどう106ごう しぼくちつなしません）とは、川崎市高津区と横浜市港北区を結ぶ一般県道である。

## 概要
- 川崎市高津区子母口から川崎・横浜市境を越えて横浜市港北区綱島東1丁目までを結ぶ道路。
- 溝口をはじめとした川崎市の東急田園都市線沿線地域から、綱島をはじめとする東急東横線沿線地域を結ぶ道路である。周囲には並行する道路がないために交通量は比較的多いが、全線にわたり片側1車線ながら歩道すらほとんど設置されていない狭道が続き、特に綱島駅付近は綱島交差点からの渋滞と綱島駅へ向かう各方面からの自動車が重なり、日中も渋滞する。

- なお、綱島交差点付近の拡幅のために用地取得がすすめられている他、高津区子母口から港北区高田西までは都市計画道路宮内新横浜線の一部を構成するために同区間においても道幅の拡幅が検討されている。

### 路線データ
- 起点 子母口交差点（北緯35度34分22.3秒 東経139度37分45.8秒・神奈川県道14号鶴見溝ノ口線）
- 終点 綱島交差点（北緯35度32分8.1秒 東経139度38分5.4秒・神奈川県道2号東京丸子横浜線）
- Google マップ

## 地理

### 通過する自治体
- 神奈川県
  - 川崎市（高津区）
  - 横浜市（港北区）

### 交差する道路
- 神奈川県道14号鶴見溝ノ口線（市民プラザ通り） 「子母口交差点」
- 川崎市道尻手黒川線（尻手黒川道路） 「子母口住宅入口交差点」（北緯35度34分15.7秒 東経139度37分45.3秒 / 北緯35.571028度 東経139.629250度）
- 横浜市道高田138号線（都市計画道路宮内新横浜線） 「高田駅北側交差点」
- 神奈川県道102号荏田綱島線（都市計画道路日吉元石川線） 「高田交差点」（北緯35度32分56.7秒 東経139度37分18.5秒 / 北緯35.549083度 東経139.621806度）
- 神奈川県道2号東京丸子横浜線（綱島街道） 「綱島交差点」

### 沿道施設
- 東急東横線綱島駅（北緯35度32分9.4秒 東経139度38分2.8秒・立体交差）